# 石野智子
石野 智子（いしの さとこ、1997年3月22日 - ）は、元北海道文化放送（UHB）のアナウンサー。神奈川県藤沢市出身。

## 経歴
法政女子高校、法政大学文学部日本文学科卒業。
大学3年時に東京ドームでボールガールを経験。2017年の読売ジャイアンツ主催試合、侍ジャパン公式戦（WBC、APBC）などでボールガールを務めた。
2019年にUHB(北海道文化放送)入社。同年6月11日の「バタバタ・シバタ」にて地上波デビュー。6月13日「天気予報」にて初鳴き。
2020年4月、建山義紀と共に北海道日本ハムファイターズ情報番組である「F-PARK」MCを担当。6月には、北海道コンサドーレ札幌研究番組の「コンサラボ」の見習い研究員に就任（その後研究員に昇格、所長は河合竜二）。
2021年、バレーボールチーム ヴォレアス北海道の始球式にてオープニングサーブを実施。
2022年9月27日に行われたUHB野球中継北海道日本ハムファイターズvs千葉ロッテマリーンズにて実況席にて通常は解説である建山義紀と森本稀哲と共にフリートークを展開、進行役を担当。
2023年1月、札幌市が企画した「スポーツのチカラ×まちのミライ」にUHB代表として参加。1月23日からOAされたTVCMにも出演。
UHBの女性スポーツキャスターとして、各スポーツ番組MCの他、野球中継やサッカー中継、ゴルフ中継・スキージャンプ中継にも出演。幅広くスポーツ分野に関わる。
2024年2月をもって、UHB(北海道文化放送)を退社した。
同年3月、北海道日本ハムファイターズの鎌ヶ谷スタジアムにて、不定期でMCを担当することをインスタグラムで公表した。

## 担当番組
- F-PARK - MC（建山義紀 2020年4月 - 2023年2月、鶴岡慎也 2023年2月 - 2024年1月末、とのダブルMC）・ナレーション担当
- コンサラボ - 見習い研究員 → 研究員に昇格（2020年6月 - 河合竜二・廣岡俊光と共演）
- Dr.折茂の レバンガホスピタル - MC
- いっとこ! みんテレ（2020年4月11日 - 2023年12月23日 ） スポーツコーナー担当
- みんテレ - スポーツキャスター
- 談談のりさん＋ (〜 2023年12月末)
- UHBニュース

## 出演
- TVCM「スポーツのチカラ×まちのミライ」 「スポーツは、さっぽろの未来だ編」
- 「スポーツのチカラ×まちのミライ」生活情報誌「poroco」コラムリレー[7]